# Kuršumli An
Le Kuršumli An (en macédonien Куршумли ан) est un ancien caravansérail de Skopje, capitale de la Macédoine du Nord. Il se trouve dans le vieux bazar et c'est le plus grand de la ville. Il est mentionné pour la première fois en 956 après l'Hégire, soit en 1549 ou 1550 et a été construit pendant la première moitié du XVIe siècle. Autrefois appelé An du Muezzin Hodza, il a reçu son nom actuel au XIXe siècle, après de la pose du toit en plomb (kurşuni siginfiant « en plomb » en turc).
Le caravansérail fut certainement construit par des marchands de Dubrovnik et il a servi à de nombreux usages au cours de son histoire. Ainsi, en 1787, il est transformé en prison, puis de 1904 à 1912, il retrouve sa fonction d'origine avant d'être un dépôt d'armes pendant la Première Guerre mondiale. Ensuite, il sert de lapidarium au Musée de Serbie du Sud, et enfin, depuis 1955, c'est le lapidarium du Musée de Macédoine, qui se trouve en face.
Le caravansérail comprend une cour fermée ornée d'une fontaine, et une galerie à deux niveaux. Il compte 60 salles : 28 au rez-de-chaussée et 32 à l'étage. Le rez-de-chaussée servait d'entrepôts tandis que les salles de l'étage étaient des chambres pour les marchands. Elles comportaient toutes une cheminée. Une des grandes caractéristiques du monument est la présence de multiples petites coupoles sur le toit. Elles étaient autrefois couvertes de plomb.